# Crveno medvjeđe grožđe
Crveno medvjeđe grožđe (zimzelena medvjetka, lat. Arctostaphylos uva-ursi) je zimzelena biljka iz porodice Ericaceae. Biljka je ljekovita, a najviše se koristi u liječenju mokraćnih organa.  

## Rasprostranjenost
Kod nas je ima na Velebitu i u Gorskom kotaru. Raste po planinama kao niski puzavi grmić, često na velikim površinama. 
- U Europi raste od Islanda i Norveške na sjeveru do Španjolske, Italije i Grčke na jugu.
- U Aziji raste u Sibiru, azijskom dijelu Turske, čak i na obroncima Himalaja;
- U Sjevernoj Americi može se naći u planinskim predjelima od Aljaske preko Kanade sve do Kalifornije i Nevade.

## Opis biljke
Cvate sitnim bijelim cvjetovima, od ožujka do lipnja, a plod je crvena brašnjava boba veličine graška. Bobe su jestive, iako ne i ukusne. 
Medvjetka (uva, medvjeđe grožđe) je višegodišnji zimzeleni puzavi grm obrastao sjajnim i kožastim jajastim listićima. Listići mogu ostati na biljki dvije do tri godine prije nego izgube zelenu boju i otpadnu.

## Podvrste
Do sada je klasificirano 3 podvrste, uglavnom u sjevernoj i južnoj Americi
- Arctostaphylos uva-ursi subsp. uva-ursi. ; Najčešća i najpoznatija. Raširena u našim krajevima i širom svijeta.
- Arctostaphylos uva-ursi subsp. cratericola (J. D. Smith) P. V. Wells., endemična u Gvatemali, na vrlo visokim nadmorskim visinama (3000–4000 m).
- Arctostaphylos uva-ursi subsp. longifoliosa. Vrsta nadjena u Kanadi i, Americi[2]

## Korištenje u medicini
Biljke iz porodice Barberry kao što je medvjetka (uva, medvjeđe grožđe) povijesno su korištene u medicinske svrhe. Biljka sadži glikozid arbutin, koji ima antimikrobska svojstva, a djeluje i kao blagi diuretik. Koristi se za probleme urinarnog trakta kao što je cistitis, te kao pomoć za izbacivanje bubrežnog kamenca.

Pošto je medvjetka postala sinonim biljka za probleme urinarnog trakta, mnogi je koriste i za bakterijske infekcije urinarnog trakta, što često i ne daje zadovoljavajuće rezultate. Arbutin je glavna supstanca sadržana u biljci. Ovaj element se u bubrezima razgrađuje u glukozu i hidrokinon koji je vrsta fenola. Ovi novonastali spojevi imaju antiseptičko djelovanje koje ima mogućnost eliminacije bakterija. Problem je što ovi novoformirani elementi imaju antiseptičko djeovanje jedino ako je pH faktor urina veći od pH 7 (što je niži pH viša je kiselost). To jest, urin ne smije biti kiseo. Glukozni dio arbutina i molekule hidrokinona moraju biti odvojeni da bi se postiglo antibakterijsko djelovanje. Ovo razdvajanje se može desiti samo u alkalnoj sredini. 

Savjetuje se trudnicama i djeci da ne konzumiraju čaj od medvjetke.

List medvjetke sadrži dosta tanina, te kod nekih osoba s osjetljivim želucem konzumiranje čaja izaziva mučninu i povraćanje.
Ovaj problem se može umanjiti mješanjem medvjetke s brezom i kilavicom.
Tinktura se može napraviti potapanjem listova u čistom alkoholu ili rakiji te razblažavanjem s vodom.

## Sastav
Listovi sadrže: do 25 % arbutina, metilarbutin, slobodni hidrokinon, taninske tvari do 35 %, te do 629 mg askorbinske kiseline.
Od makroelemenata (mg/g) sadrže kalija 5,70, kalcija 15,40, magnezija 2,20, i željeza 0,07.
Od mikroelemenata (mkg/g) najviše je: cinka 46,70, aluminija 34,72, mangana 18,00, bakra 8,64, barija 5,76, selena 0,10, nikla 0,40, stroncija 8,32, olova 0,80, bora 3,14 i joda 0,15.

## Vanjske poveznice
|  | Zajednički poslužitelj ima stranicu o temi Arctostaphylos uva-ursi    |
|  | Zajednički poslužitelj ima još gradiva o temi Arctostaphylos uva-ursi |
|  | Wikivrste imaju podatke o taksonu Arctostaphylos uva-ursi             |

- USDA Plants Profile;  Arctostaphylos uva-ursi
- Medicinal Plants: Arctostaphylos uva-ursi
- Medvjetka – Uva – Arctostaphylos uva ursi  Arhivirana inačica izvorne stranice od 31. prosinca 2014. (Wayback Machine)